# Lago del Alb
El lago del Alb (en alemán: Albsee) es un embalse al sureste de St. Blasien en la Selva Negra en el sur de Baden-Wurtemberg, Alemania. Nombres alternativos son también Albbecken (presa del Alb), Albstausee (embalse del Alb) o Albtalsee (lago del valle del Alb).

## Geografía
El Albstausee está situado en el valle del Alb, a unos 737 metros sobre el nivel del mar. La ciudad más cercana es St. Blasien (760 metros sobre el nivel del mar), cuya zona industrial se extiende hacia el sur hasta el final del embalse.
La mayor parte del embalse se encuentra en el territorio de la ciudad de St. Blasien, mientras que una pequeña parte del lago en el oeste y casi todo el muro de la presa se encuentran en el territorio del municipio de Dachsberg.
La carretera estatal 154, la Albtalstraße, que atraviesa el Albtal, conduce desde Albbruck am Rhein a través del Albtal hasta St. Blasien y recorre la orilla oriental durante aproximadamente 1,4 km antes de llegar a la ciudad.